# Scaptia beyonceae
Scaptia beyonceae – gatunek owada z rodziny bąkowatych (Tabanidae), znaleziony w północno-wschodniej części australijskiego stanu Queensland. Został opisany w 2011 roku. Gatunek uchodzi za bardzo rzadki i jak dotąd znaleziono tylko trzy osobniki.

## Pochodzenie nazwy
Nazwa pochodzi od imienia amerykańskiej piosenkarki, Beyoncé.